# Teratosphaeria profusa
Teratosphaeria profusa är en svampart som beskrevs av Crous & Carnegie 2009. Teratosphaeria profusa ingår i släktet Teratosphaeria och familjen Teratosphaeriaceae.   Inga underarter finns listade i Catalogue of Life.